# こころ (企業)
株式会社こころ(CoCoLo)は、かつて存在したテレビ制作会社である。
主に情報番組、ドキュメンタリー番組を手がけていた。

## 沿革
- 2004年6月 株式会社こころ設立。株式会社リュウホン（1988年設立）のテレビ番組制作業務を受け継ぐかたちで発足した。
- 2012年4月2日 本社を東京都港区芝公園から現在地に移転した。
- 2015年12月22日付で東京地方裁判所より破産手続の開始決定を受け倒産した[1][2]。
- 2016年5月11日 法人格消滅[3]。

## 主な制作番組
フジテレビ系列
- FNNスーパーニュース
  - 「罪と罰を背負う少年たち 心の再出発 〜密着・多摩少年院〜」（スーパー特報）
  - 「元暴走族の熱血子直し 第4章 使命」
後に金曜プレステージ枠にて、秋の教育スペシャル「『居場所をください』〜傷だらけの子どもたち〜愛と涙の密着1000日」として再放送。
  - 「密着440日! 多摩川還暦ホームレス 涙で誓う再出発」
  - 「汗と本音で体当たり 熱血先生 魂の指導」
  - 「密着61歳『世田谷』ホームレス 親友『失明』…再起の誓い」
  - 「密着!16歳少女の『初座敷』京都祇園の舞妓に…」（「スーパーリポート」）
- ザ・ノンフィクション
  - 「父娘二人三脚ゴルフ道 〜横峯さくらの挑戦〜」
- NONFIX
- 「傷だらけの立て直し『家族修行』 〜絆を求めて〜」
※第22回（2005年）ATP賞の総務大臣賞を受賞
- 金曜プレステージ
  - 「居場所を下さい…シリーズ」
- 土曜プレミアム
  - 「新証言!三億円事件 40年目の謎を追え!」

日本テレビ系列
- スーパーテレビ情報最前線
  - 「実録!ホストの花道 新宿最強の色男軍団」
- NNNドキュメント
  - 「父さん 歌ってよ・認知症の夫と妻の愛」
- 今夜あなたは目撃者!全国警察凶悪犯罪捜査網
- アンテナ22

テレビ朝日系列
- 世界の子供がSOS!THE★仕事人バンク マチャアキJAPAN（朝日放送制作）